# Heinz Metlitzky
Heinz Metlitzky (* 18. September 1927 in Neudek, Tschechoslowakei; † 23. April 2022) war ein deutscher Auslandskorrespondent.

## Leben und Wirken
Während des Zweiten Weltkriegs floh Heinz Metlitzky mit seiner Familie in das spätere Baden-Württemberg. Nach dem Abitur in Esslingen am Neckar wurde Metlitzky zunächst Volontär und dann Redakteur bei den Stuttgarter Nachrichten. In der Folgezeit studierte er an der Missouri School of Journalism. Mitte der 1950er Jahre begann er als Fernsehjournalist beim Süddeutschen Rundfunk. 1963 ging er zum ZDF und leitete die Sendung In diesen Tagen … Zeitgeschehen – nah gesehen.
Metlitzky war einer der Mitinitiatoren des ZDF-Magazins, das ab 1969 von Gerhard Löwenthal moderiert wurde. 1966 ging Metlitzky als ZDF-Auslandskorrespondent nach Wien. 1968 berichtete er in der ZDF-Sendung Chronik der Woche über den Prager Frühling und die Unruhen in der Tschechoslowakei.
1970 baute Heinz Metlitzky das ZDF-Nahost-Studio in Beirut auf. Über 10 Jahre berichtete er über den Bürgerkrieg im Libanon. Bekannt wurden seine Reportagen aus dem Distrikt Minet el-Hosn vor dem zerstörten Hotel Holiday Inn in der Nachrichtensendung heute, wo das Kamerateam in unmittelbarer Nähe des Bombardements filmte. 1976 drehte Metlitzky zusammen mit Rudolf Woller für die ZDF-Sendung Zeitgenossen ein Porträt über den ägyptischen Staatspräsidenten Anwar as-Sadat. In den 1980er-Jahren wurden seine Reportagen aus Indien und Afghanistan im auslandsjournal gesendet. In Afghanistan hatte er vor allem die Gelegenheit, die Mudschahedin zu begleiten. Seinen letzten Einsatz als Kriegsberichterstatter hatte Metlitzky Anfang der 1990er Jahre während der Belagerung von Sarajevo.
Zuletzt lebte Heinz Metlitzky mit seiner Frau, der deutschen Kriegsfotografin Ursula Meissner, im Ruhestand in der Nähe von Mainz.

## Werke
- Todestanz. Sex und Aids in Afrika. Eichborn 2003. ISBN 978-382-183-973-8